# 虎形山瑶族乡
虎形山瑶族乡，是中华人民共和国湖南省邵陽市隆回县下辖的一个乡镇级行政单位。

## 行政区划
虎形山瑶族乡下辖以下地区：
崇木凼村、富寨村、虎形山村、水洞坪村、铜钱坪村、水栗凼村、岩儿塘村、白水洞村、周朋村、大托村、四角田村、青山坳村、茅坳村、万贯冲村和草原村。

## 中国传统村落
2012年，崇木凼村被评为首批“中国传统村落”。

## 外部連結
- YouTube上的中国记忆_花瑶新娘